# Les Planes d'Hostoles
Les Planes d'Hostoles is een gemeente in de Spaanse provincie Girona in de regio Catalonië met een oppervlakte van 37 km². Les Planes d'Hostoles telt 1.662 inwoners (1 januari 2016).

## Demografische ontwikkeling
Bron: INE, 1857-2011: volkstellingen
Opm.: Tot 1877 behoorde Les Planes d'Hostoles tot de gemeente Sant Feliu de Pallerols